# Katedra św. Łucji w Kolombo
Katedra św. Łucji (syng. කොටහේන ශාන්ත ලුසියා, tam. புனித லூசியா பேராலயம்) – rzymskokatolicka archikatedra znajdująca się w lankijskim mieście Kolombo, w dzielnicy Kotahena. Siedziba archidiecezji Kolombo.

## Historia

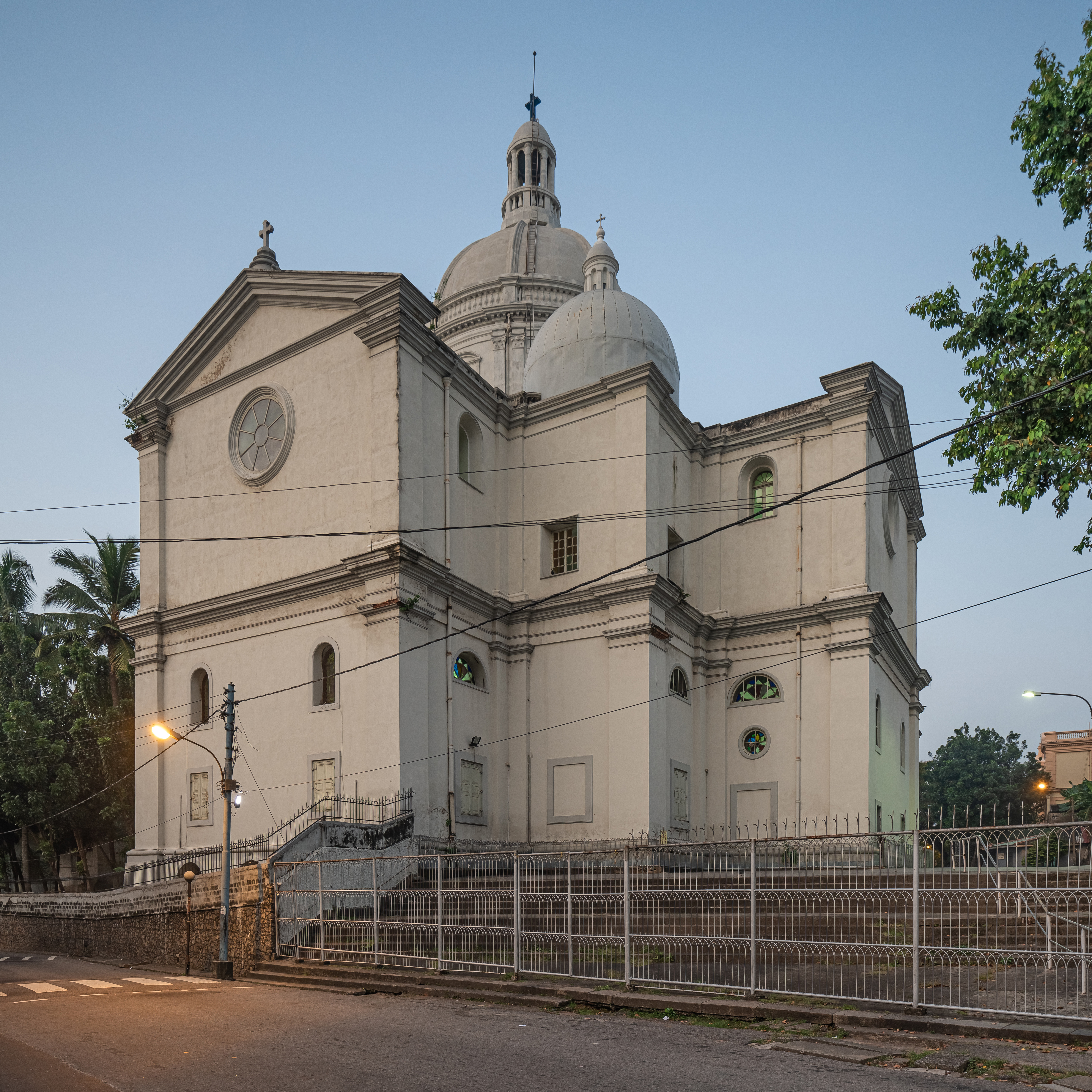
Widok z północnego wschodu

Pierwsza informacja o kościele katolickim na Sri Lance pochodzi z 1779, wzmiankowany jest jako drewniana budowla zadaszona liśćmi palmowymi, na wzgórzu Kotahena. Budowę murowanego kościoła rozpoczęto w 1782, przewodniczył jej ks. Cosmo Antonio. W 1820 opiekę nad kościołem powierzono filipinom. W 1836 w kościele pochowano misjonarza, ks. Monteira c’e Setuvela.
14 sierpnia 1837 ks. Vincente de Rozario został ustanowiony pierwszym wikariuszem apostolskim Cejlonu, a kościół św. Łucji wyniesiono do godności katedry.
W 1838 przy katedrze założono Kolegium św. Benedykta, od 1868 pod opieką księży lasalianów.
W 1872 rozpoczęto starania o budowę większej świątyni. 18 sierpnia 1873 rozpoczęto prace rozbiórkowe. Budowę nowego kościoła wstrzymano w 1877 z powodu braku funduszy. Prace wznowiono w 1880 a pierwszy etap budowy skończono 19 maja 1881. W 1887 katedra została w pełni ukończona i konsekrowana przez bpa Christophera Bonjeana. W 1918 wzniesiono budynek Kolegium św. Łucji.
Podczas nalotu japońskiego w 1942 na kopule kościoła pojawiło się pęknięcie. Naprawa odbyła się w 1957.